# Ulota savatieri
Ulota savatieri là một loài rêu trong họ Orthotrichaceae. Loài này được Besch. mô tả khoa học đầu tiên năm 1885.